# Großsteingrab Unnerupgård
Das Großsteingrab Unnerupgård war eine megalithische Grabanlage der jungsteinzeitlichen Nordgruppe der Trichterbecherkultur im Kirchspiel Vejby in der dänischen Kommune Gribskov. Das Grab wurde Mitte des 19. Jahrhunderts archäologisch untersucht und später zerstört.

## Lage
Das Grab lag ostnordöstlich von Vejby auf einem Feld nördlich des Møngevej. In der näheren Umgebung gab es mehrere weitere megalithische Grabanlagen. Etwa 300 m nordwestlich lagen die Großsteingräber Ådyssegård 1 und Ådyssegård 2. Etwa 500 m ostnordöstlich befand sich das Großsteingrab Fladhøjgård.

## Forschungsgeschichte
Jens Jacob Asmussen Worsaae führte wohl irgendwann in der Mitte des 19. Jahrhunderts eine Ausgrabung der Anlage durch, verfasste hierüber aber keinen Bericht. Ca. 1873 wurde der Deckstein des Grabes entfernt und als Gedenkstein für König Friedrich VII. vor der Schlossruine Asserbo aufgestellt. In den Jahren 1886 und 1937 führten Mitarbeiter des Dänischen Nationalmuseums Dokumentationen der Fundstelle durch. Dabei konnten keine baulichen Überreste mehr festgestellt werden.

## Beschreibung

### Architektur
Die Anlage besaß eine längliche, nord-südlich orientierte Hügelschüttung, über deren genaue Form und Größe keine Informationen vorliegen. Am nördlichen Ende des Hügels befand sich die Grabkammer. Sie hatte einen rechteckigen Grundriss und bestand aus vier oder fünf Wandsteinen und einem Deckstein. Die Maße und die Orientierung der Kammer sind nicht überliefert. Der genaue Grabtyp lässt sich nicht sicher bestimmen, vielleicht handelte es sich um einen Dolmen.
Der nach Asserbo verbrachte Deckstein ist heute nicht mehr erhalten.

### Funde
Aus dem Grab wurden Keramikscherben geborgen.